# 基本粒子
粒子物理学中，基本粒子是组成物质最基本的单位。其内部结构未知，所以也无法确认是否由其它更基本的粒子所组成。随着物理学的不断发展，人类对物质构成的认知逐渐深入，因此基本粒子的定义随时间也有所变化。目前在标准模型理论的架构下，已知的基本粒子可以分为费米子（包含夸克和轻子）以及玻色子（包含规范玻色子和希格斯粒子）。由两个或更多基本粒子所组成的粒子则称作复合粒子。
我们日常生活中的物质由原子所组成。过去原子被认为是基本粒子，原子（ἄτομος）这个词来自古希腊语中「不可切分的」。直到约1910年以前，原子的存在与否仍存在争议，一些物理学家认为物质是由量子所组成，而分子不过是数学上的一种猜想。之后，原子核被发现是由质子和中子所构成。20世纪前、中期的基本粒子是指质子、中子、电子、光子和各种介子，这是当时人类所能探测的最小粒子。随著实验和量子场论的进展，发现质子、中子、介子是由更基本的夸克和胶子所组成。同时人类也陆续发现性质和电子类似的一系列轻子，还有性质和光子、胶子类似的一系列规范玻色子。这些是现代的物理学所理解的基本粒子。

## 分类

各个基本粒子和复合粒子家族的概述，并说明它们之间相互作用的理论。费米子在左边，和玻色子在右边。

### 费米子
基本費米子分為 2 類：夸克和輕子。

#### 夸克
目前的实验显示共存在6种夸克，和他们各自的反粒子。这6种夸克又可分为3“代”。他们是
第一代：u（上夸克）    d（下夸克）
第二代：s（奇夸克）  c（粲夸克）
第三代：b（底夸克）    t（顶夸克）
它们的质量关系是{\displaystyle m_{u}\simeq m_{d}<m_{s}<m_{c}<m_{b}<m_{t}}。另外值得指出的是，他们之所以未能被早期的科学家发现，是由于被称为夸克禁闭的现象，即夸克不会单独存在（顶夸克例外，但是顶夸克太重了而衰变又太快，早期的实验无法制造），而总是成对地构成介子，或者3个一起构成质子和中子这一类的重子。这也是早期科学家误以为介子和重子是基本粒子的原因。

#### 轻子
共存在6种轻子和他们各自的反粒子。其中3种是电子和与它性质相似的{\displaystyle \mu }子和{\displaystyle \tau }子。而这三种各有一个相伴的中微子。他们也可以分为三代：
第一代：{\displaystyle e}（电子）   {\displaystyle \nu _{e}}（电中微子）
第二代：{\displaystyle \mu }（渺子）  {\displaystyle \nu _{\mu }}（μ中微子）
第三代：{\displaystyle \tau }（濤子）  {\displaystyle \nu _{\tau }}（τ中微子）

### 玻色子
玻色子是依隨玻色-愛因斯坦統計，自旋為整數的粒子。

#### 规范玻色子
这是一类在粒子之间起媒介作用、传递相互作用的粒子。之所以它们称为“规范玻色子”，是因为它们与基本粒子的理论杨-米尔斯规范场理论有很密切的关系。
自然界一共存在四种相互作用，因此也可以把规范玻色子分成四类。
- 引力相互作用：引力子（尚未被实验证实）
- 电磁相互作用：光子
- 弱相互作用（使粒子衰变的相互作用）：W及Z玻色子，共有3种：{\displaystyle W^{+},W^{-},Z^{0}}
- 强相互作用（夸克之间的相互作用）：胶子

粒子物理学已经证明电磁相互作用和弱相互作用来源于宇宙早期能量极高时的同一种相互作用，称为“弱电相互作用”。有很多粒子物理学家猜想在更早期宇宙更高能量（普朗克尺度）时很可能这四种相互作用全都是统一的，这种理论称为"万有理论"。但是目前因为加速器能够达到的能量相对普朗克尺度仍然非常的低，所以很难验证。而大统一理论目前主要的发展方向是超弦理论。
胶子是强相互作用的媒介子，带有色与反色并由于色紧闭而从未被探测器观察到过。不过，像单个的夸克一样，它们产生强子喷注。在高能态环境下电子与正电子的對滅有时产生三个喷注：一个夸克，一个反夸克和一个胶子是最先证明胶子存在的证据。

#### 希格斯粒子
希格斯玻色子是一種具有質量的玻色子，沒有自旋，不帶電荷，非常不穩定，在生成後會立刻衰變。在標準模型预言的61种基本粒子中，希格斯玻色子是最后一种被实验证实的粒子。

## 標準模型外的理論性粒子

### 超对称粒子
除了以上这些实验已经证明的基本粒子之外，理论粒子物理学家为了解释某些现有理论无法解释的实验现象，而猜想我们的宇宙中可能存在超对称粒子。它们质量非常地大（相对一般粒子如质子而言），因此现有的加速器还无法制造他们。但是因为量子涨落的存在，因此它们可能在非常短的时间间隔内和非常小的概率下与我们可见的粒子发生相互作用，因此它们可以间接地探测到。目前每种粒子都被认为存在对应的超对称粒子。并且被用来解释某些物理现象。例如夸克的超对称粒子用来解释正反粒子数目的不对称，以及中微子的超对称粒子用来解释为什么中微子的质量如此之小（但不是等於0）。

### 假想的粒子
有一些粒子，仅仅是理论学家的假想，而基本没有确切的实验根据，因此可能宇宙中根本不存在。这些粒子的提出或者只是为了给某些现有的现象作一种可能的解释，或者仅仅是这种粒子如果存在也不会破坏现有的物理定律，因此我们没有理由相信他们一定不存在而已。例如某些科学家认为占宇宙总能量约25%的“暗物质”，就是一种与其他物质作用極其微弱的但是有质量的粒子（WIMP）。此外也有一些理论研究某些速度永远大于光速的速子，以及磁单极子或加速子等等。